# Félix Dzerzhinski
Félix Edmúndovich Dzerzhinski (en polaco: Feliks Dzierżyński, en ruso: Феликс Эдмундович Дзержинский; Ivyanets, Imperio ruso, 30 de agostojul./ 11 de septiembre de 1877greg.-Moscú, Unión Soviética, 20 de julio de 1926) fue un revolucionario comunista soviético de origen polaco famoso por fundar la policía secreta bolchevique, la Checa, agencia conocida por combatir a contrarrevolucionarios durante el llamado Terror Rojo y la guerra civil rusa.
Nacido en el seno de una familia de la baja nobleza polaca en 1877, abandonó sus estudios de matemáticas en 1896 para dedicarse completamente a la agitación revolucionaria en 1896. Las dos décadas siguientes su vida fue una sucesión de periodos de actividad clandestina, arrestos, exilios internos y fugas y pasó once años en prisión.

## Comienzos y conversión al socialismo
Félix Dzerzhinski nació el 11 de septiembre de 1877 en la finca de la familia Dzerzhinovo, a unos 15 km de la pequeña ciudad de Ivyanets, en la Región de Minsk, parte del Imperio ruso (hoy Bielorrusia). Su familia, de origen tártaro, se había instalado en Polonia en el siglo XVI. Su padre, Edmund-Rufin, hombre educado y graduado en la Universidad de San Petersburgo, había enseñado matemática y física en un gymnasium de Taganrog antes regresar a la hacienda familiar en 1875 por su tuberculosis. La familia vivía muy modestamente gracias a la pensión del padre y el arrendamiento de parte de sus tierras a los campesinos. Educado como sus siete hermanos en un ambiente de intenso catolicismo y nacionalismo polaco, el joven Félix adoptó ambos con una intensidad hacia sus convicciones que conservó toda su vida. De pequeño, quiso ser sacerdote.
Ingresó en el gymnasium de Vilna en 1887, en una época de intensa represión de la cultura polaca tras el fallido Levantamiento de Enero (1863), cuya lengua estaba por entonces prohibida en las instituciones oficiales y en las escuelas. Vivaz y nervioso, mantuvo su fe católica hasta 1894 cuando, con diecisiete años, la abandonó debido a sus contactos con un círculo marxista del Partido Socialdemócrata Lituano de la ciudad. A partir de entonces socialista convencido, comenzó a tratar de convertir a sus ideas a sus compañeros de instituto, para disgusto de las autoridades docentes del centro. En el otoño del mismo año, ingresó en el partido y se dedicó a tratar de atraer a él al proletariado local, no siempre con fortuna. Alumno rebelde, tuvo roces permanentes con la dirección del centro hasta su abandono de los estudios en 1896.

## Primer exilio
No mencionó a su familia sus actividades mientras vivió su madre, ya por entonces enferma. Tras su muerte en enero de 1896, sin embargo, abandonó el gymnasium y, con diecinueve años, se convirtió en revolucionario profesional. Ingresó en el minúsculo Partido Socialdemócrata Lituano, que apenas contaba con unos ciento cincuenta miembros. Adquirió pronto reputación de agitador y organizador capaz, pero tuvo que abandonar Vilna al poco tiempo cuando la policía comenzó a vigilarlo. Se trasladó a Kovno, pequeña ciudad industrial donde intentó formar una célula del partido, pero en julio de 1897 fue arrestado, denunciado por uno de los trabajadores de su círculo a cambio de dinero. Tras varios meses en prisión, en su juicio se le condenó a exilio interior, tres años en la ciudad de Nolinsk, en la provincia siberiana de Viatka. Se le deportó allí en mayo de 1898 y comenzó a trabajar en una fábrica de tabaco, sin que la vigilancia policial evitase que continuase con sus actividades de agitación entre los trabajadores. Para neutralizar sus actividades, las autoridades le trasladaron aún más al norte, a la aldea de Kaigorodsk, de donde logró escapar en agosto de 1899.
Desempeñó un papel destacado en la formación del Partido Socialdemócrata del Reino de Polonia y Lituania (SDKPiL), unión de la corriente más izquierdista del Partido Socialdemócrata Lituano y del Partido Socialdemócrata del Reino de Polonia. Querido por las bases de este por su entrega a la causa revolucionaria, no tuvo, empero, buenas relaciones con sus principales dirigentes, Rosa Luxemburgo y Leo Jogiches, que residían en Berlín. Más pragmático que estos y dispuesto a cooperar con otras organizaciones socialistas, estuvo a punto de causar la escisión del partido en junio de 1905 cuando intentó hacerse oficialmente con el control del partido en la Polonia rusa, que ya disfrutaba en la práctica, y volverlo autónomo de la dirección berlinesa.

## Arrestos, exilios y carácter
Más destacado como activista que como teórico, pasó los siguientes veinte años en la clandestinidad y fue detenido en numerosas ocasiones: 1897, 1900, 1905, 1906, 1908 y 1912. Once de los veinte años entre 1897 y 1917 los pasó bien en prisión o en el exilio interior. Escapó tres veces de otras tantas condenas a Siberia, pero los sucesivos periodos de cárcel y exilio acabaron por minar su salud. Socialista devoto aunque más de una forma emotiva que impresionado por la teoría marxista, su entrega por una causa que creía debía acabar con el sistema que consideraba opresor e injusto le permitió sobrellevar las largas condenas.
La capacidad para soportar las penalidades y su espíritu de sacrificio, sin embargo, los proyectaba también a los demás, lo que le daba un carácter inmisericorde hacia los sufrimientos ajenos, tanto de los que consideraba víctimas —que sostenía eran sacrificios necesarios para alcanzar el ideal humanitario socialista— como los de los enemigos —a los que estaba dispuesto a destruir sin piedad, escrúpulo o remordimiento—.
Defensor de los oprimidos pero desconfiado de su capacidad para cambiar su situación por sí mismos, se hallaba convencido de la necesidad de que el cambio lo encabezase un grupo cohesionado y convencido de su misión, lo que le condujo a acercase a la fracción bolchevique. Durante años, fue el partidario más cercano de las posiciones de Lenin en el partido socialista polaco. En julio de 1906, se convirtió en delegado de su partido en el comité central del Partido Obrero Socialdemócrata de Rusia, en el que apoyó firmemente a Lenin en las disputas con las otras fracciones.
Su último arresto tuvo lugar en septiembre de 1912 en Varsovia. Esta detención fue la más dura y larga de su vida y pasó gran parte de ella en aislamiento. Considerado incapacitado para los trabajos forzados, se le asignó a un sastre como aprendiz, aunque esto no le libró de tener que llevar grilletes. La última parte de la condena antes de ser liberado por sorpresa por la caída de la monarquía en la Revolución de Febrero de 1917 la pasó en la prisión de Butyrka en Moscú, donde se encerraba a los principales presos políticos. Asaltada la prisión por las masas revolucionarias, salió de la cárcel la noche del 1 de marzojul./ 14 de marzogreg., muy débil y apenas capaz de caminar.

## Periodo interrevolucionario y comité militar revolucionario

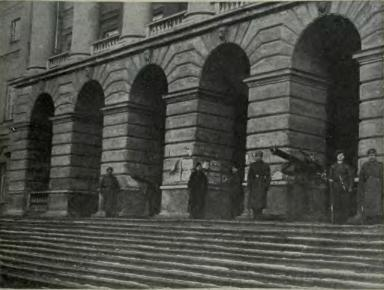
Guardias rojos custodiando el Instituto Smolny. Dzerzhinski quedó a cargo de la seguridad de la sede del Sóviet de Petrogrado.

Entre las revoluciones de febrero y octubre, alternó una gran actividad como agitador en Moscú y Petrogrado con periodos de enfermedad por su delicada salud después de años de cárcel y exilio. Junto con otros bolcheviques, formó parte del Comité Militar Revolucionario de Petrogrado (CMR) que dirigió las actividades de derrocamiento del Gobierno provisional durante la revolución de Octubre. A Dzerzhinski se le encargó la toma de la oficina central de correos y de la de telégrafos, que quedaron sometidas a la autoridad del Sóviet de Petrogrado pocas horas más tarde, sin que se produjesen víctimas.
Una vez derrocado el Gobierno provisional, el CMR quedó a cargo de la defensa del nuevo Gobierno soviético, de la lucha contra la contrarrevolución y de asegurar el orden en la capital. La seguridad del Instituto Smolny, sede del sóviet y de CMR, quedó en manos de Dzerzhinski. Aunque se le concedió al mismo tiempo un importante cargo en la nueva Comisaría de Interior, su actividad se concentró en las tareas de represión de la contrarrevolución y del bandidaje en la capital en el CMR. Como miembro del CMR, firmó diversas órdenes y decretos relacionados con la seguridad del nuevo régimen (armamento de las milicias fieles al nuevo Gobierno, arresto de sus opositores, reorganización de la Guardia Roja de la ciudad, etc.).

## La Checa

### Formación y lucha por el control del organismo
Ante la persistencia de las huelgas de funcionarios que, respaldadas y financiadas por la burguesía, amenazaban con paralizar la actividad del Sovnarkom, este solicitó a Dzerzhinski que formase una comisión especial para estudiar las medidas adecuadas para enfrentarse a lo que consideraba sabotaje por parte de los huelguistas (6 de diciembrejul./ 19 de diciembre de 1917greg.). Dzerzhinski presentó su informe al Sovnarkom al día siguiente en el que describía la situación como de grave emergencia y exigía la aplicación de la «violencia revolucionaria» a los considerados contrarrevolucionarios. Con el CMR a punto de ser disuelto —la mayoría de sus amplias competencias se habían devuelto a los ministerios—, las tareas de seguridad y represión podían quedar a merced del nuevo Gobierno de coalición con los socialrevolucionarios de izquierda. El deseo de que se mantuviesen bajo control exclusivamente bolchevique y la necesidad de no desproteger al Sovnarkom llevaron a la creación de una nueva organización responsable de estas tareas: la Checa (Comisión Extraordinaria Panrusa para la Lucha contra la Contrarrevolución y el Sabotaje). La nueva comisión tenía potestad únicamente para investigar supuestas actividades contrarrevolucionarias y aplicar algunas penas menores. La elección de Dzerzhinski para presidirla se debió tanto a su experiencia durante las semanas anteriores en tareas de seguridad en el CMR como a su gran energía, capacidad de organización y entrega al nuevo régimen y a la lucha contra sus enemigos.
Los intentos del nuevo comisario de Justicia socialrevolucionario Isaac Steinberg de controlar la Checa fracasaron ante la negativa de la dirección bolchevique. Aunque Dzerzhinski se opuso al ingreso de los socialrevolucionarios de izquierda en el organismo —un nuevo intento de controlarlo, esta vez desde dentro—, tuvo que ceder, sin que por eso perdiese su control ya que los socialrevolucionarios siempre fueron minoría en la Checa.

### Primeras acciones
Creada inicialmente para desbaratar la huelga de funcionarios que paralizaba la Administración, en menos de dos semanas desde su formación el organismo logró arrestar a sus cabecillas en Petrogrado. Dzerzhinski examinó personalmente el material incautado a la organización que dirigía la huelga e interrogó a los detenidos. Se descubrieron planes para extender la huelga al resto del país y la financiación de industriales y banqueros. Desbaratada la organización, los arrestados quedaron en libertad con la promesa de abandonar las actividades contrarias al nuevo Gobierno. En su primera misión, Dzerzhinski había actuado con moderación, salvo por el hecho de haber arrestado y mantenido sin juicio a los sospechosos de dirigir la huelga, para lo que la Checa no tenía potestad.
El 26 de febrero de 1918, la Checa realizó su primer ajusticiamiento ilegal, el de una pareja de extorsionistas. Uno de ellos se había hecho pasar por chequista, razón por la que Dzerzhinski permitió su muerte. El permiso de ejecución, firmado por la presidencia colegiada de la Checa, se había realizado sin juzgar a las víctimas. El asesinato produjo tensión en el Gobierno ya que el organismo estaba teóricamente limitado a la realización de investigación; Steinberg protestó en vano ante Lenin, que aceptó el hecho como necesario. Aunque según un portavoz de la Checa durante los seis primeros meses de su existencia solo veintidós personas murieron por su acción, esto se debió más a la oposición de los socialrevolucionarios que a la moderación de Dzerzhinski. La necesidad de aprobar por unanimidad las condenas a muerte y la constante oposición de los socialrevolucionarios de izquierda limitó el número de víctimas hasta su expulsión del organismo en julio de 1918.

### Traslado a Moscú

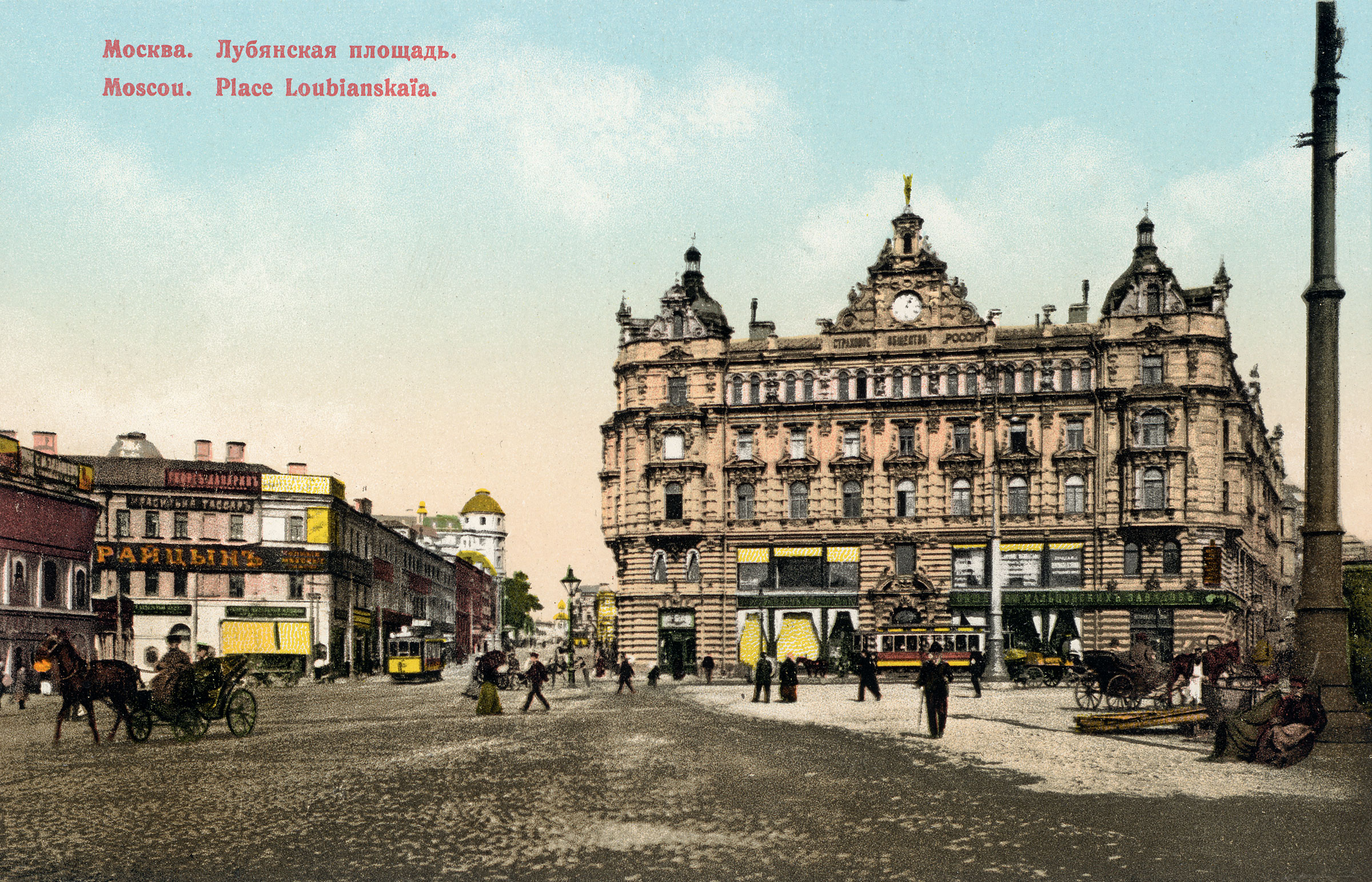
La nueva sede de la Checa en Moscú, la Lubianka, edificio de una antigua aseguradora, vista a principios del siglo. De temible fama, en ella Dzerzhinski trabajó sin descanso.

La Checa organizó las medidas de seguridad del traslado del Sovnarkom la noche del 10 de marzo de 1918. Dzerzhinski escogió la antigua sede de una compañía aseguradora en la calle Lubianka Bolshaia número 2 como nueva sede de la Checa. Pronto de temible fama, la Lubianka se convirtió por su estructura en una cárcel ideal, fortín del organismo donde desaparecieron numerosos sospechosos de oposición al régimen soviético.
En su despacho del edificio, Dzerzhinski trabajaba sin descanso ordenando arrestos y ejecuciones o estudiando pruebas, entregado a lo que consideraba defensa de las conquistas de la revolución proletaria. Dzerzhinski solo abandonaba el lugar para asistir a reuniones en el Kremlin o para participar en algunos registros o detenciones. Su pequeña oficina, de escaso mobiliario, daba al patio interior del edificio, por seguridad. Un escritorio, algunas sillas y una librería ocupaban la mayoría del espacio; un biombo ocultaba el catre provisto de una manta del ejército en la que dormía tras dieciséis o dieciocho horas de trabajo diario. A menudo, cuando las unidades de chequistas regresaban de madrugada de sus arrestos y registros, hallaban a Dzerzhinski esperándolos en la Lubianka para recibir sus resultados y ordenar nuevas acciones.

### Dzerzhinski y la represión
A sus cuarenta años aún reservado y puritano en sus hábitos, alto, delgado y algo encorvado, a menudo vestido de uniforme, con una característica perilla, era temido por la población y por muchos de los dirigentes bolcheviques, a pesar de su entrega a la causa revolucionaria. Convencido de que su causa era justa y dedicado totalmente a ella, era implacable con los que consideraba sus enemigos. Un contemporáneo lo describió así:

Uno siente que no puede entender ni perdonar las debilidades morales en los otros ya que cuenta con una devoción fanática que le ha permitido recorrer el largo y duro camino que le marcan sus ideales... Tal hombre puede deshacerse de una vida con una firmeza que haría dudar a otro de temperamento más benigno. Solo necesita estar convencido de que su objetivo es justo; nada más importa.

Dedicado con vigor a desbaratar la contrarrevolución, en junio de 1918 declaró:

Defendemos el terror organizado, hay que admitirlo francamente. El terror es una necesidad absoluta en los periodos revolucionarios... Aterrorizamos a los enemigos del poder soviético con el propósito de cercenar el crimen de raíz.

Consciente del temor que inspiraba su nombre, estaba convencido de estar «luchando por la justicia». Creía encontrarse en un gran combate entre «los más desgraciados y abandonados» y el «mundo de los ricos y opulentos». Cualquier medida, por deplorable que pareciese, debía servir para acabar con el mal e implantar una nueva sociedad en la que no existiese la explotación.
Dirigida por Dzerzhinski, la Cheka creció rápidamente y se convirtió en un organismo inmisericorde y crucial de la república soviética. El organismo de control y represión se extendió a casi todos los aspectos de la vida y Dzerzhinski se mantuvo al frente de él hasta su fallecimiento en 1926. Conocedor de que el reclutamiento de gran cantidad de personal hacía que a menudo personajes indeseables o de carácter inestable ingresasen en la Checa, Dzerzhinski los aceptó de todas formas. El ideal de Dzerzhinski, sin embargo, era el de personas con «cabeza fría, corazón caliente y manos limpias», que no se correspondía a menudo con los miembros que formaban el realidad las filas del organismo. Dado el hecho de que muchos de sus subordinados eran asesinos, ladrones o estafadores, Dzerzhinski optó en ocasiones con fusilar a los peores de entre ellos como medio de control de los abusos. Aunque a veces tan duro con sus hombres como con los considerados enemigos de clase, en ocasiones defendió a algunos graves infractores a los que consideraba buenos agentes. Parte del problema provenía de la crónica falta de personal de confianza a pesar de los esfuerzos del propio Dzerzhinski y del Sovnarkom por engrosar las filas de la checa con comunistas entregados.
Luego fue encargado de organizar y dirigir la Checa, labor que cumplió eficaz e implacablemente con mano de hierro, especialmente después del inicio de la guerra civil rusa en mayo de 1918, cuando los bolcheviques impusieron el «terror rojo», dedicándose a fusilamientos sin juicio de opositores (reales o sospechosos) del nuevo régimen. Se le atribuye la sentencia: “Se ha de inculcar en todos los ciudadanos la sensación de que pueden ser detenidos y fusilados en cualquier momento y por cualquier motivo”. Para tales fines Dzerzhinski no ocultaba que las condenas de la Checa no dependían realmente de crímenes auténticos contra el gobierno bolchevique, Sovnarkom, sino de las filiaciones políticas del acusado antes o durante la Revolución, así como de su clase social (siendo burgueses o aristócratas seguros condenados a muerte).
A finales de enero de 1919 y por decisión del Gobierno, disolvió las checas de distrito —que reaparecieron en algunos lugares temporalmente más tarde durante el resto de la guerra civil— y reorganizó las provinciales. La aparente mejora en la suerte de la guerra civil llevó a la supresión de estas organizaciones, que concentraban los mayores abusos dada su menor supervisión por la organización central y que más habían alimentado la hostilidad de la población en el campo.
Durante la guerra polaco-soviética, desde el 30 de julio de 1920, fue miembro del Comité Revolucionario Provisional de Polonia, formado por veteranos polacos de la guerra civil como futuro Gobierno comunista polaco. Dzerzhinski quedó a cargo de la eliminación de espías y saboteadores en la retaguardia del Ejército y reunió para ello a los chequistas polacos. La derrota de Varsovia frustró los planes soviéticos y Dzerzhinski regresó a Minsk, de donde había partido al oeste poco antes; esta breve estancia en territorio polaco fue la última vez que visitó Polonia.

## Otros cargos en la posguerra
Fue uno de los principales administradores económicos del nuevo país. Industrioso y hábil organizador, se consideró que podía aplicar estas capacidades a la resolución de los graves problemas económicos que acuciaban al país. Así, en abril de 1921 se le nombró comisario de Transportes, ministerio en el que se dedicó a la reconstrucción de la red ferroviaria nacional.
Tras la guerra civil rusa, Dzerzhinski mantuvo diversos cuestionamientos contra Lenin, a quien acusaba de "olvidar la Revolución" para ganarse la adhesión voluntaria de otros pueblos (judíos, polacos, o ucranianos) a la causa del comunismo. A su vez, Lenin acusó a Dzerzhinski de "inútil chauvinismo ruso", pero en general Dzerzhinski mantuvo obediencia hacia las órdenes de Lenin y del Sovnarkom. Contrario a utilizar sus cargos para avanzar en la jerarquía de la organización o de tomar partido en las rencillas internas, de ideas propias que en ocasiones le hicieron chocar con Lenin en algunas cuestiones, era un miembro atípico de la dirección comunista que nunca ingresó en el politburó.
Tras el fin de la guerra civil en 1920, Dzerzhinski promovió la construcción de hogares para los niños huérfanos. Aunque étnicamente polaco, Dzerzhinski rehusó involucrarse con el gobierno títere instalado por los bolcheviques en Białystok durante la guerra polaco-soviética.
Poco después de la muerte de Lenin, en febrero de 1924, pasó a presidir el Consejo Supremo de la Economía Nacional, organismo responsable de la industria. Defensor acérrimo de la Nueva Política Económica, rechazó la industrialización a ultranza a costa del sacrificio del campesinado. En este nuevo cargo, demostró gran capacidad de gestión, que incluso sus adversarios admitían. Tuvo desavenencias en materia económica con Stalin y llegó a amenazar con dimitir de la presidencia del Consejo Supremo.
Dzerzhinski mantuvo en sus últimos años una violenta disputa contra la "Oposición de Izquierda" de León Trotski. Murió el 20 de julio de 1926, de un infarto cardíaco poco después de pronunciar un discurso político. Sus restos fueron enterrados en la Necrópolis de la Muralla del Kremlin de Moscú.
Apreciado por la revolución, elogiado como "idealista a toda prueba y caballero implacable" por Victor Serge, y conocido por mantener un estilo de vida muy austero pese a los privilegios que podía recibir como líder importante, fue y es odiado por los enemigos del bolchevismo, que lo consideran responsable de represiones, arrestos y ejecuciones. La polémica sobre su personalidad prosigue hasta hoy: mientras el monumento en su honor, en la plaza Lubyanka de Moscú, fue derribado en agosto de 1991 por la acción popular durante el fallido intento de golpe de Estado en la Unión Soviética, el gobierno ruso de Vladímir Putin ha repuesto su estatua en el Ministerio del Interior, mientras el gobierno de Bielorrusia ha erigido un monumento en su recuerdo. Por otro lado, en Polonia las masas derribaron su estatua erigida en el centro de Varsovia y cambiaron el nombre de todas las calles bautizadas en su honor, siendo condenado como "traidor" por la mayor parte de la historiografía polaca. Se sigue librando un extenso debate entre organizaciones rusas, lituanas, polacas y bielorrusas sobre la valoración de la vida y obra de Dzerzhinski.